# Chionodes continuella
Chionodes continuella — вид лускокрилих комах з родини виїмчастокрилі молі (Gelechiidae).

## Поширення
Вид поширений майже у всій Європі, за винятком Ірландії, Великої Британії, Піренейського півострова, Швейцарії та більшої частини Балканського півострова, на схід до Японії. Він також присутній на більшій частині Північної Америки.

## Опис
Розмах крил 10—16 мм.

## Спосіб життя
У Західній Європі дорослі особини зафіксовані на крилі з червня по серпень. Личинки харчуються різними видами хвойних, але також зареєстровані на лишайниках Cladonia, включно з ягелем (Cladonia rangiferina).